# 大分市立寒田小学校
大分市立寒田小学校（おおいたしりつ そうだしょうがっこう）は、大分県大分市大字寒田にある公立小学校である。

## 概要
1978年（昭和53年）に大分市立東稙田小学校から分離して開校した小学校である。
ただし、東稙田小学校の源流を遡ると1877年（明治10年）11月に創設された寒田学校と1887年（明治20年）に創設された田尻学校にたどり着く。寒田学校は1886年（明治19年）に寒田尋常小学校となり、1917年（大正6年）に田尻学校の後身の東稙田尋常高等小学校と統合された。
　開校当時は児童数500名、1学年あたり3クラスだったが、翌1979年には900名、1980年には1100名となり、急激な宅地開発に伴う児童の増加に教室数が足りず、一部の学年はプレハブによる臨時校舎で賄うなどされた。
その後新設された田尻小学校に一部児童が分割されたが児童の数は増え続け、北側の校舎が増築され、1984年には各学年５クラスずつとなった。
校歌は児童が作詞したものを当時の教諭であった土谷大太郎が作曲した。校歌とは別に「寒田の子ども」という曲も作られ歌われている。

## 沿革
- 1978年（昭和53年） - 大分市立東稙田小学校から分離して開校。
- 1980年（昭和55年） - 本校及び東稙田小学校の校区の一部を分割して、大分市立田尻小学校が開校。
- 1982年　校庭東側の法面ががけ崩れをおこし、歩道と一部住宅地が埋まる事件が発生。

## 通学区域
美し野1-2丁目、サントピア西寒多、サントピア藤美園、寒田御苑、寒田ささむた苑、寒田南町1-4丁目、寒田北町1-4丁目、寒田西町、光吉御苑、スカイタウン寒田、寒田わかば台、宮崎台1-3丁目、大字鴛野（旦野原）、大字寒田（寒田、旦野原、小原）、大字旦野原（旦野原）、大字曲（宮崎）、大字光吉（小原）、大字宮崎（小原、宮崎）